# Шамозон
Шамозон (фр. Chamoson) — громада  в Швейцарії в кантоні Вале, округ Конте.

## Географія
Громада розташована на відстані близько 85 км на південь від Берна, 12 км на захід від Сьйона.
Шамозон має площу 32,5 км², з яких на 7% дозволяється будівництво (житлове та будівництво доріг), 24,8% використовуються в сільськогосподарських цілях, 31,2% зайнято лісами, 37% не є продуктивними (річки, льодовики або гори).

## Демографія
2019 року в громаді мешкало 3915 осіб (+27,6% порівняно з 2010 роком), іноземців було 19,1%. Густота населення становила 121 осіб/км².
За віковим діапазоном населення розподілялося таким чином: 20,8% — особи молодші 20 років, 58,9% — особи у віці 20—64 років, 20,3% — особи у віці 65 років та старші. Було 1738 помешкань (у середньому 2,2 особи в помешканні).
Із загальної кількості 1180 працюючих 361 був зайнятий в первинному секторі, 284 — в обробній промисловості, 535 — в галузі послуг.